# Tipula bulbifera
Tipula bulbifera är en tvåvingeart som beskrevs av Alexander 1953. Tipula bulbifera ingår i släktet Tipula och familjen storharkrankar. Inga underarter finns listade i Catalogue of Life.